# Parrocchie della diocesi di Adria-Rovigo
Le parrocchie della diocesi di Adria-Rovigo sono 109, raggruppate in 8 vicariati distribuiti nell'alto e medio Polesine; il territorio della diocesi include anche la frazione Lusia del comune di Barbona, in provincia di Padova.

## Vicariati

### Vicariato di Adria-Ariano
Comprende le parrocchie dei comuni di Adria, Ariano nel Polesine, Corbola e Papozze; non vi sono comprese le parrocchie delle frazioni Ca' Emo, Fasana e Mazzorno Sinistro di Adria (diocesi di Chioggia). La popolazione del territorio ammonta a 27.898 unità.
| Parrocchia                                   | Patrono                                                 | Comune              | Frazione/Quartiere     | Popolazione | Web |
| -------------------------------------------- | ------------------------------------------------------- | ------------------- | ---------------------- | ----------- | --- |
| Adria - Cattedrale                           | Santi Pietro e Paolo apostoli                           | Adria               | centro                 | 5.909       |     |
| Adria - Gesù Lavoratore                      | Nostro Signore Gesù Cristo Divino Lavoratore            | Adria               | centro                 | 3.122       |     |
| Adria - Santa Maria Assunta (detta la Tomba) | Santa Maria Assunta                                     | Adria               | centro                 | 3.307       |     |
| Adria - San Vigilio                          | San Vigilio vescovo e martire                           | Adria               | centro                 | 1.633       |     |
| Ariano nel Polesine                          | Santa Maria della Neve                                  | Ariano nel Polesine | centro                 | 2.132       |     |
| Baricetta                                    | Patrocinio di San Giuseppe                              | Adria               | Baricetta              | 1.236       |     |
| Bellombra                                    | San Giacomo apostolo                                    | Adria               | Bellombra              | 950         |     |
| Bottrighe                                    | San Francesco d'Assisi                                  | Adria               | Bottrighe              | 2.300       |     |
| Corbola                                      | Santa Maria Maddalena                                   | Corbola             | centro                 | 2.500       |     |
| Marchiona-Grillara                           | Santi Agostino e Basilio vescovi e dottori della chiesa | Ariano nel Polesine | Grillara e San Basilio | 559         |     |
| Panarella                                    | San Luigi Gonzaga religioso                             | Papozze             | Panarella              | 250         |     |
| Papozze                                      | San Bartolomeo apostolo                                 | Papozze             | centro                 | 1.240       |     |
| Piano                                        | San Giovanni apostolo ed evangelista                    | Ariano nel Polesine | Piano                  | 525         |     |
| Rivà                                         | Santi Gaetano da Thiene sacerdote e Rocco confessore    | Ariano nel Polesine | Rivà                   | 965         |     |
| Santa Maria in Punta                         | Natività della Beata Vergine Maria                      | Ariano nel Polesine | Santa Maria in Punta   | 650         |     |
| Valliera                                     | San Rocco                                               | Adria               | Valliera               | 620         |     |

### Vicariato di Castelmassa
Comprende le parrocchie dei comuni di Bergantino, Calto, Castelmassa, Castelnovo Bariano, Ceneselli e Melara. La popolazione del territorio ammonta a 14 664 unità.
| Parrocchia          | Patrono                                                 | Comune             | Frazione/Quartiere  | Popolazione | Web |
| ------------------- | ------------------------------------------------------- | ------------------ | ------------------- | ----------- | --- |
| Castelmassa         | Santo Stefano primo martire                             | Castelmassa        | centro              | 4 860       |     |
| Bergantino          | San Giorgio martire                                     | Bergantino         | centro              | 2 800       |     |
| Calto               | San Rocco                                               | Calto              | centro              | 900         |     |
| Castelnovo Bariano  | Sant'Antonio di Padova sacerdote e dottore della Chiesa | Castelnovo Bariano | centro              | 1 600       |     |
| Ceneselli           | Annunciazione di Maria Santissima                       | Ceneselli          | centro              | 1 756       |     |
| Melara              | San Materno vescovo                                     | Melara             | centro              | 2 000       |     |
| San Pietro Polesine | San Pietro apostolo                                     | Castelnovo Bariano | San Pietro Polesine | 748         |     |

### Vicariato di Crespino-Polesella
Comprende le parrocchie dei comuni di Arquà Polesine, Bosaro, Crespino, Frassinelle Polesine, Gavello, Guarda Veneta, Polesella, Pontecchio Polesine e Villanova Marchesana. La popolazione del territorio ammonta a 18.235 unità.
| Parrocchia           | Patrono                            | Comune               | Frazione/Quartiere | Popolazione | Web |
| -------------------- | ---------------------------------- | -------------------- | ------------------ | ----------- | --- |
| Polesella            | Beata Vergine Maria del Rosario    | Polesella            | centro             | 3 673       |     |
| Arquà Polesine       | Sant'Andrea apostolo               | Arquà Polesine       | centro             | 2 890       |     |
| Bosaro               | San Sebastiano martire             | Bosaro               | centro             | 1 500       |     |
| Canalnovo            | San Lorenzo diacono e martire      | Villanova Marchesana | Canalnovo          | 450         |     |
| Crespino             | Santi Martino e Severo vescovi     | Crespino             | centro             | 1 800       |     |
| Frassinelle Polesine | San Bartolomeo apostolo            | Frassinelle Polesine | sud                | 805         |     |
| Frassinelle Polesine | Santa Maria Assunta                | Frassinelle Polesine | centro             | 872         |     |
| Gavello              | Beata Vergine delle Grazie         | Gavello              | centro             | 1 483       |     |
| Guarda Veneta        | San Domenico sacerdote             | Guarda Veneta        | centro             | 1 155       |     |
| Pontecchio Polesine  | Sant'Andrea apostolo               | Pontecchio Polesine  | centro             | 2 000       |     |
| Raccano              | Natività della Beata Vergine Maria | Polesella            | Raccano            | 491         |     |
| San Cassiano         | San Cassiano martire               | Crespino             | San Cassiano       | 250         |     |
| Selva                | San Lorenzo diacono                | Crespino             | Selva              | 230         |     |
| Villanova Marchesana | Santa Maria Assunta                | Villanova Marchesana | centro             | 636         |     |

### Vicariato di Lendinara-San Bellino
Comprende le parrocchie dei comuni di Canda, Castelguglielmo, Costa di Rovigo, Fratta Polesine, Lendinara, Lusia, Pincara, San Bellino, Villamarzana e Villanova del Ghebbo; alla parrocchia di Lusia appartiene anche l'omonima frazione in comune di Barbona, in provincia di Padova. La popolazione del territorio ammonta a 29.000 unità.
| Parrocchia              | Patrono                            | Comune                       | Frazione/Quartiere | Popolazione | Web |
| ----------------------- | ---------------------------------- | ---------------------------- | ------------------ | ----------- | --- |
| Lendinara - Santa Sofia | Santa Sofia                        | Lendinara                    | centro             | 5 214       |     |
| Barbuglio               | San Nicola vescovo                 | Lendinara                    | Barbuglio          | 122         |     |
| Bornio                  | San Giuliano martire               | Villanova del Ghebbo e Lusia | Bornio             | 493         |     |
| Pressane                | San Gerardo Sagredo martire        | Castelguglielmo              | Bressane           | 285         |     |
| Castel Guglielmo        | San Nicola da Bari vescovo         | Castelguglielmo              | centro             | 1 400       |     |
| Cavazzana               | San Lorenzo diacono e martire      | Lusia                        | Cavazzana          | 1 219       |     |
| Costa di Rovigo         | Santi Giovanni Battista e Rocco    | Costa di Rovigo              | centro             | 2.911       |     |
| Fratta Polesine         | Santi Pietro e Paolo apostoli      | Fratta Polesine              | centro             | 2 000       |     |
| Gognano                 | Bartolomeo apostolo                | Villamarzana                 | Gognano            | 190         |     |
| Lendinara - San Biagio  | San Biagio vescovo e martire       | Lendinara                    | centro             | 3 350       |     |
| Lusia                   | Santi Vito e Modesto martiri       | Lusia e Barbona              | centro e Lusia     | 2 900       |     |
| Molinella               | Patrocinio di San Giuseppe         | Lendinara                    | Molinella          | 240         |     |
| Paolino                 | Beata Vergine Maria del Rosario    | Fratta Polesine e Pincara    | Paolino            | 243         |     |
| Pincara                 | San Giovanni Battista              | Pincara                      | centro             | 1 280       |     |
| Presciane               | Santa Margherita vergine e martire | San Bellino                  | Presciane          | 350         |     |
| Ramodipalo              | San Giacomo apostolo               | Lendinara                    | Ramodipalo         | 1 010       |     |
| Rasa                    | Sant'Andrea apostolo               | Lendinara                    | Rasa               | 1 020       |     |
| Saguedo                 | San Barnaba apostolo               | Lendinara                    | Saguedo            | 535         |     |
| San Bellino             | San Bellino vescovo e martire      | San Bellino                  | centro             | 848         |     |
| Villamarzana            | Santo Stefano papa e martire       | Villamarzana                 | centro             | 990         |     |
| Villanova del Ghebbo    | San Michele arcangelo              | Villanova del Ghebbo         | centro             | 12 750      |     |

### Vicariato di Rovigo
Comprende le parrocchie del comune di Rovigo. La popolazione del territorio ammonta a 54.149 unità.
| Parrocchia                                               | Patrono                                                                | Comune | Frazione/Quartiere | Popolazione | Web                         |
| -------------------------------------------------------- | ---------------------------------------------------------------------- | ------ | ------------------ | ----------- | --------------------------- |
| Concattedrale di Rovigo                                  | Santo Stefano papa e martire                                           | Rovigo | Centro Storico     | 8.000       |                             |
| Sant'Antonio                                             | Sant'Antonio di Padova sacerdote e dottore della Chiesa                | Rovigo | Commenda Ovest     | 1.750       |                             |
| San Pio X                                                | San Pio X papa                                                         | Rovigo | San Pio X          | 4.500       | [ collegamento interrotto ] |
| Cuore Immacolato di Maria e Sant'Ilario (detta Commenda) | Cuore Immacolato di Maria e Sant'Ilario vescovo e dottore della Chiesa | Rovigo | Commenda Ovest     | 3.313       |                             |
| Santa Maria delle Rose                                   | Maria Santissima Madre di Dio                                          | Rovigo | Commenda Est       | 6.800       | [ collegamento interrotto ] |
| San Bartolomeo                                           | San Bartolomeo apostolo                                                | Rovigo | San Bartolomeo     | 5.000       |                             |
| Santi Francesco e Giustina                               | Santi Francesco e Giustina                                             | Rovigo | Centro Storico     | 4.500       |                             |
| Santa Rita                                               | Santa Rita da Cascia                                                   | Rovigo | Tassina            | 900         |                             |
| Boara Polesine                                           | San Zenone vescovo                                                     | Rovigo | Boara Polesine     | 3.000       |                             |
| Borsea                                                   | San Zenone vescovo                                                     | Rovigo | Borsea             | 3.000       |                             |
| Buso                                                     | San Marco evangelista                                                  | Rovigo | Buso               | 1.300       |                             |
| Concadirame                                              | Beata Vergine Maria del Rosario                                        | Rovigo | Concadirame        | 1.140       |                             |
| Fenil del Turco                                          | San Giovanni Nepomuceno martire                                        | Rovigo | Fenil del Turco    | 495         |                             |
| Granzette                                                | San Pietro apostolo                                                    | Rovigo | Granzette          | 2.247       |                             |
| Grignano Polesine                                        | Santa Maria Assunta                                                    | Rovigo | Grignano Polesine  | 2.982       |                             |
| Mardimago                                                | San Floriano martire                                                   | Rovigo | Mardimago          | 1.794       |                             |
| Roverdicrè                                               | Santa Caterina vergine e martire                                       | Rovigo | Roverdicrè         | 858         |                             |
| Sant'Apollinare                                          | Sant'Apollinare vescovo e martire                                      | Rovigo | Sant'Apollinare    | 1.486       |                             |
| Sarzano                                                  | Santa Margherita vergine e martire                                     | Rovigo | Sarzano            | 2.110       |                             |

### Vicariato di Stienta
Comprende le parrocchie dei comuni di Canaro, Ficarolo, Fiesso Umbertiano, Gaiba, Occhiobello e Stienta. La popolazione del territorio ammonta a 26.914 unità.
| Parrocchia            | Patrono                                      | Comune            | Frazione/Quartiere    | Popolazione | Web                                                |
| --------------------- | -------------------------------------------- | ----------------- | --------------------- | ----------- | -------------------------------------------------- |
| Stienta               | Santo Stefano papa e martire                 | Stienta           | centro                | 3.225       |                                                    |
| Canaro                | Santa Sofia                                  | Canaro            | centro                | 2.513       | Archiviato il 2 dicembre 2010 in Internet Archive. |
| Garofolo              | Santa Margherita vergine e martire           | Canaro            | Garofolo              | 329         |                                                    |
| Ficarolo              | Sant'Antonino martire                        | Ficarolo          | centro                | 3.000       |                                                    |
| Fiesso Umbertiano     | Natività della Beata Vergine Maria           | Fiesso Umbertiano | centro                | 4.160       |                                                    |
| Gaiba                 | San Giuseppe sposo della Beata Vergine Maria | Gaiba             | centro                | 1.108       |                                                    |
| Gurzone               | San Giovanni Battista                        | Occhiobello       | Gurzone               | 545         |                                                    |
| Occhiobello           | San Lorenzo diacono e martire                | Occhiobello       | centro                | 2.961       |                                                    |
| Santa Maria Maddalena | Maria Maddalena                              | Occhiobello       | Santa Maria Maddalena | 9.073       |                                                    |

### Vicariato di Badia-Trecenta
Comprende le parrocchie dei comuni di Badia Polesine, Bagnolo di Po, Canda, Giacciano con Baruchella, Salara e Trecenta; non vi appartiene la parrocchia della frazione Villa d'Adige di Badia Polesine (diocesi di Verona). La popolazione del territorio ammonta a 17 497 unità.
| Parrocchia     | Patrono                            | Comune                   | Frazione/Quartiere | Popolazione | Web |
| -------------- | ---------------------------------- | ------------------------ | ------------------ | ----------- | --- |
| Badia Polesine | San Giovanni Battista              | Badia Polesine           | centro             | 7 180       |     |
| Trecenta       | San Giorgio martire                | Trecenta                 | centro             | 2 518       |     |
| Bagnolo di Po  | Natività della Beata Vergine Maria | Bagnolo di Po            | centro             | 1 000       |     |
| Baruchella     | San Pietro martire                 | Giacciano con Baruchella | Baruchella         | 1 350       |     |
| Canda          | San Michele Arcangelo              | Canda                    | centro             | 834         |     |
| Colombano      | Nostra Signora della Mercede       | Badia Polesine           | Colombano          | 296         |     |
| Crocetta       | San Sebastiano                     | Badia Polesine           | Crocetta           | 521         |     |
| Giacciano      | Sant'Ippolito martire              | Giacciano con Baruchella | Giacciano          | 350         |     |
| Pissatola      | San Girolamo                       | Trecenta                 | Pissatola          | 360         |     |
| Runzi          | Santissimo Nome di Maria           | Bagnolo di Po            | Runzi              | 400         |     |
| Salara         | San Valentino martire              | Salara                   | centro             | 1 197       |     |
| Salvaterra     | Sant'Antonino martire              | Badia Polesine           | Salvaterra         | 583         |     |
| Sariano        | San Maurelio vescovo e martire     | Trecenta                 | Sariano            | 470         |     |
| Villafora      | San Giorgio                        | Badia Polesine           | Villafora          | 672         |     |
| Zelo           | Sant'Andrea apostolo               | Giacciano con Baruchella | Zelo               | 600         |     |

### Vicariato di Villadose
Comprende le parrocchie dei comuni di Ceregnano, San Martino di Venezze e Villadose. La popolazione del territorio ammonta a 13.587 unità.
| Parrocchia             | Patrono                        | Comune                 | Frazione/Quartiere | Popolazione | Web |
| ---------------------- | ------------------------------ | ---------------------- | ------------------ | ----------- | --- |
| Villadose              | San Leonardo abate             | Villadose              | centro             | 4 371       |     |
| Beverare               | Santa Maria Assunta            | San Martino di Venezze | Beverare           | 925         |     |
| Cambio                 | Beata Maria Vergine di Lourdes | Villadose              | Cambio             | 538         |     |
| Ceregnano              | San Martino vescovo            | Ceregnano              | centro             | 1 685       |     |
| Canale                 | San Biagio vescovo e martire   | Ceregnano e Villadose  | Canale             | 1 303       |     |
| Lama Polesine          | Cristo dell'Alluvione          | Ceregnano              | Lama Polesine      | 782         |     |
| Pezzoli                | San Tommaso apostolo           | Ceregnano              | Pezzoli            | 1 000       |     |
| San Martino di Venezze | San Martino vescovo            | San Martino di Venezze | centro             | 2 983       |     |